# Double Delight

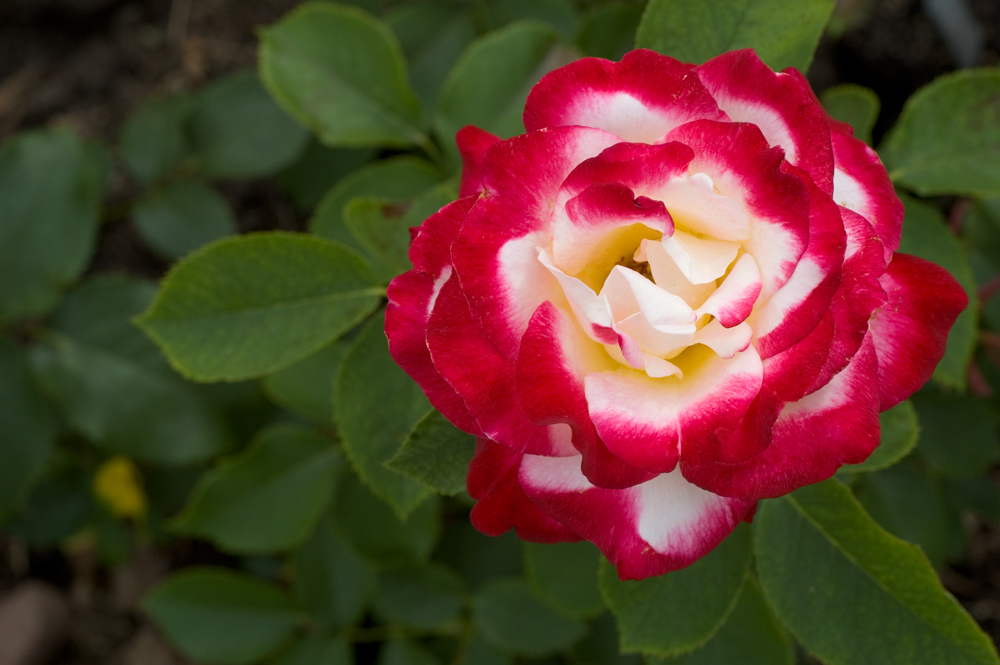
Double Delight

'Double Delight' (sinònim 'ANDeli') és un roser cultivar híbrid de te desenvolupat per Swim & Ellis i que va ser introduït al mercat l'any 1977.

## Descripció
La planta creix fins a una alçada entre 90 i 150 cm i una amplada de 60 a 150 cm i floreix repetidament. Les flors són dobles i arriben a tenir fins a 30 pètals. La forma de la flor és en punta. Són de color blanc amb les vores vermell fosc i intensament perfumades a espècies. Les fulles són grans, de color verd mitjà mat.

## Llinatge
Granada (híbrid de te, Lindquist, 1963) × Garden Party (híbrid de te, Swim, 1959)

## Premis i distincions
- Medalla d'or a Baden-Baden
- All American Selection 1977
- Premi a la rosa més perfumada a Ginebra i la Haia
- Rosa favorita del món, 1985[3]